# 逮捕術
逮捕術（たいほじゅつ）は、近現代の日本の警察官、皇宮護衛官、海上保安官、麻薬取締官、自衛隊警務官などの司法警察職員、または入国警備官などの司法警察職員に準じた職務を行う公務員が、被疑者や現行犯人などを制圧・逮捕・拘束・連行するための術技のことである。また、職務を行う者の受傷事故を防ぐための護身術としての意義もある。

## 歴史

### 前史
警察業務の執行者は古くから武術を学び、すでに室町時代には捕手術が存在していた。素手や、いわゆる三つ道具や木製の矢、鼻捻（短い棒に紐の輪の付いたもの）、鎖分銅などの捕具が用いられた。室町時代中期になると十手も用いられ、捕縄術も発展した。
江戸時代になると武術が侠客や、町人、農民など民衆にも広がったため、警察業務にも武術の心得は必須であった。当時の与力、同心などは捕手術に加え、剣術、柔術、居合、棒術など（武芸十八般）を修めていた。
また、下手人の追捕や牢番、刑の執行といった業務に関わることも多かった被差別身分の人々も柔術や捕縄術、三道具等を学んでいた。藩によっては彼らに国境警備を行わせた例もあり、この場合は藩士が師範を務め、武士と同様の訓練を行っていた。

### 明治時代
明治時代になって、初代大警視川路利良は巡査教習所（現在の警視庁警察学校）で撃剣（剣術）を教えた際、武術の重要性を訴え「警察武術」の創設を唱えた。その後、警視庁の武術世話係によって剣術、柔術、居合からなる「警視流」が創設された。

### 逮捕術の制定
警察大学校教授を務めた柔道家の工藤一三によれば、逮捕術の基本構想が生まれたのは昭和22年（1947年）であるという。当時各県の警察が逮捕術を研究していたが、一地方では普遍的な技術の制定は難しく、全国的な規模の下に総合的に研究する必要があった。警察庁は柔道の永岡秀一、剣道の斎村五郎、杖術の清水隆次、神道楊心流柔術・空手の大塚博紀、ボクシングのピストン堀口らを制定委員に任じ、彼らの技術を組み合わせ、逮捕術を創案した。
その後、昭和32年（1957年）に体さばき、打ち、突き、けり、逆、投げの「基本わざ」を効率的に学ぶ方向に改正が加えられたものの、現場の警察官には人気がなかったため警察大学校の術科教養部によってさらなる研究が行われ、徒手術技は日本拳法を、警棒術技は剣道を、警杖術技は神道夢想流杖術を基礎として昭和42年（1967年）に現在の逮捕術が制定され、翌年には基本テキストである『逮捕術教範』が完成した。昭和53年（1978年）4月現在、警察内部で技能検定有級者は95パーセントにのぼり、逮捕術を活用して逮捕に成功した例も一万件に達している。

## 技法
「突き」「蹴り」「逆（さか）」「投げ」「絞め」「固め」「警棒」「警杖」「施錠」など総合格闘技的な要素を持つが、犯人に過剰な攻撃を与え殺傷すれば、事件の捜査や刑事裁判に支障をきたし、国家権力による人権蹂躙にもなるため、打撃は逮捕に必要最低限となるように指導されている。
訓練や競技の際には実戦を想定してゴム製短刀や木製の模擬拳銃、ソフト警棒などが使用されることもある。

## 試合
試合に用いる用具には警杖、警棒、ソフト警棒、長物、短棒、短刀があり、その他実践的な訓練に効果的なものがあればこれを用いる。防具は剣道に似た面、胴、小手、垂や日本拳法のものに似た股当てをつけるほか、「逮捕術シューズ」という靴を履いて行う。試合は9メートル四方の畳の上で行い、場外に出ると反則となる。
逮捕術では用具による打突、素手による打撃、投げ、関節技などが有効とされる。それぞれの有効な攻撃は以下の通り。
用具による攻撃
- 肩、小手、胴への打撃、胴への突き
- 警杖で短刀を叩き落とす
- ソフト警棒試合の場合は肩、肘、小手、胴、膝への打撃

素手による打撃
- 顎、胴への打拳（用具を持った手での打撃も有効）、胴への蹴り、肘当て、または膝当て
- 倒れた相手への即座の打撃

投げ技、関節技など
- 有効な投げ技（「警察柔道試合及び審判規則」における技あり以上のもの）
- 相手の蹴りを外し、蹴り足を制する
- 手首、肘への逆極め（相手の「参った」で一本となる）
- 臥せた相手の首を制する

※頭部への蹴り、踏みつけ、肘、膝以外への関節技、河津掛けや蟹挟などの技は禁止されている。

## その他
- 皇宮警察では天皇・皇族の身辺警護のための「側衛術」という独自の逮捕術を訓練している[16]。
- 自衛隊の警務隊で教育訓練のなされている自衛隊逮捕術は警察の逮捕術を基礎に、独自の改良を行った術技である[1]。
- 海上保安官の幹部候補生教育機関である海上保安大学校では1学年、2学年時に逮捕術訓練が行われている。
- 日本の警備員の護身術教範は警察の逮捕術教範をベースにしているものが多いが、綜合警備保障の綜警護身術のように独自の護身術を考案している警備会社もある。
- 世界各国の警察組織や治安・保安・公安・情報機関全般でもそれぞれ独自の術技が研究・指導されている[注釈 7]。
- アイルランドでは、警察の訓練に柔道を訓練に取り入れており、それに加えて日本の逮捕術を導入する議論がある。アイルランドの警察は、基本的に銃を携帯せず、武装は警棒のみである。そのため、警棒を使った日本の逮捕術についても、導入を検討している[17]。